# Carl Arthur Richter
Carl Arthur Richter (* 6. Februar 1883 in Leipzig; † 13. Dezember 1957 in Lenzburg, Kanton Aargau, Schweiz) war ein deutsch-schweizerischer Komponist und Dirigent.

## Leben und Werk
Richter trat mit 14 Jahren in das Konservatorium Leipzig ein und bildete sich im Violin-, Klavier- und Orgelspiel sowie im Gesang aus u. a. bei Max Reger.
Während des Studiums war er bei den ersten Geigen im Gewandhausorchester in Leipzig unter der Leitung von Arthur Nikisch. Nach erfolgreichen Studienabschluss sammelte Richter Orchestererfahrung und betätigte sich als Pädagoge an verschiedenen Orten.
So spielte er in verschiedene Orchestern als erster oder zweiter Konzertmeister mit. So in Bad Elster, im Leipziger Philharmonischen Orchester und im Tonkünstlerorchester in Majorenhof bei Riga. Später war Richter Kapellmeisteraspirant in Nürnberg und unterrichtete dort an der Musikschule Violine in Solo- und Chorgesang. An 1908 wirkte Richter wieder in Leipziger Philharmonischen Orchester mit. 
Richter übersiedelte 1909 nach Wattwil, wo er als Musikdirektor, Gesang- und Musiklehrer tätig war und das Schweizer Bürgerrecht erwarb. Ab 1912 war Richter in Lenzburg tätig. Dort war er Städtischer Musikdirektor und auch Klavierlehrer des künftigen Komponisten Peter Mieg. 
Als der Erste Weltkrieg ausbrach war Richter Kapellmeister eines Württembergischen Regiments und wurde erste 1917 endgültig beurlaubt. Wieder in Lenzburg widmete sich Richter dem Aargauischen Musikverein und der Dirigentenausbildung. Er verfasste hierzu ein kleines Büchlein Aufgabenheft zum Katechismus der Musik von J.C. Lobe für den praktischen Dirigentenkurs des Aargauischen Musikvereins. 
Richter verfasste zudem über 40 Kompositionen für Männerchöre, Gemischter Chöre, Lieder mit Klavier und Orchester, Stücke für Violine und Violoncello mit Klavier und Orchester, Stücke für Blasmusik und Harmoniemusik, Militärmärsche, das Aargauer Lied für verschiedene Besetzung, eine Choralkantate, das Chorwerk Die Muschel, Orchestrierung von Schubert-Liedern, eine Konzertouvertüre für grosse Orchester und als Schwanengesang das abendfüllende Chorwerk Einzige Hoffnung.

## Werke

### Werke für Orchester
- 1918 Die Muschel opus 19 – Dichtung von Dr. Wilhelm Johnas für gemischten Chor, Sopran-Solo u. Orchester (oder Solo-Violine, Solo-Violoncello u. Klavier)
- Wunsch opus 11, für eine Singstimme mit Pianoforte- oder Orchesterbegleitung

### Werke für Blasorchester
- 1926 Aus ernster Zeit Marsch
- 1933 Sonnenhymnus
- 1935 Kanzone opus 27
- 1936 Festmarsch – Marche de Fête zum 50-jährigen Jubiläum des Aargauischen Musikvereins, opus 28
- 1937 Heroische Ouvertüre, opus 29
- 1937 Intermezzo opus 30
- 1941 Konzert-Ouvertüre opus 24
- 1946 Mona Lisa Dramatische Ouvertüre, opus 36 – Nach der Dichtung von Beatrice Dovsky
- In Treue fest! Marsch, opus 17
- Neuer Aargauer Marsch

### Kammermusik
- 1947 18 leichte Vortragsstücke für Violine und Klavier in progressiver Folge opus 34
- 4 leichte Vortragsstücke in der 1. Lage für Violine oder Violoncell und Klavier opus 16

### Vokal- und Chorwerke
- 1912 Hinaus in das Lustgeschmetter opus 18, Nr. 2
- 1927 Aargauer Lied „Der Jura lodert rot belaubt“ opus 21, nach einem Gedicht von Adolf Frey, für Männerchor a cappella oder mit Orchester- oder Klavierbegleitung
- 1929 Bittgesang fürs Vaterland
- 1944 Unser Stern opus 35, für Männerchor
- Abendstille... für Männerchor a cappella, opus 6
- Choralkantate über „Es glänzet der Christen inwendiges Leben“ für gemischten Chor, (Doppelchor) Alt-Solo, Solo-Quartett, Solo-Violine und Orgel, opus 10
- Das schönste Rot opus 14, für Männerchor
- Fünf Lieder für eine Singstimme mit Klavierbegleitung opus 15
- Sternschnuppe opus 20 No. 1 – Text: Clara Maria Goos
- Träum nicht vom Glück Lied für eine Singstimme mit Pianofortebegleitung, opus 12
- Unterm Machandelbaum opus 4, für gemischten Chor
- Wanderer opus 18, No. 1, für Männerchor a cappella
- Weisse Astern opus 20 No. 2 – Text: Clara Maria Goos
- Wenn die Landwehr kommt opus 20, für Männerchor